# Paraconger notialis
Paraconger notialis és una espècie de peix pertanyent a la família dels còngrids.

## Descripció
- Pot arribar a fer 62,7 cm de llargària màxima.[5][6]

## Hàbitat
És un peix marí, demersal i de clima tropical (16°N-17°S) que viu entre 25 i 50 m de fondària.

## Distribució geogràfica
Es troba a l'Atlàntic oriental: des del Senegal fins a Angola.

## Observacions
És inofensiu per als humans.